# Kuemmerling

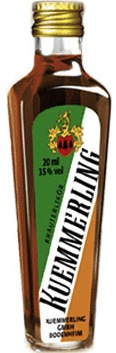
0,02-Liter-Fläschchen

Kuemmerling ist der Markenname für einen Kräuterlikör aus der Gruppe der Halbbitter, der bis 2001 von der Weinbrennerei und Spirituosenfabrik Kuemmerling GmbH vertrieben wurde.
Der Magenbitter mit 35 % vol. Alkohol wurde von 1963 bis 2018 in Bodenheim bei Mainz nach einem Rezept von 1938 produziert. Dort wurden täglich etwa eine Million der typischen 0,02-Liter-Fläschchen (Miniatur) abgefüllt.
Seit 2018 wird Kümmerling in Wiesbaden bei der Firma Henkell Freixenet hergestellt und abgefüllt.

## Geschichte
Im Jahr 1921 begann Hugo Kuemmerling in Deesbach (Thüringen) mit der Entwicklung eines Kräuterlikörs. Die geheim gehaltene Rezeptur des Getränks wurde 1938 ersonnen. Die Firmengründung erfolgte 1945 im heutigen Stauraum der Talsperre Leibis-Lichte, ein Gedenkstein erinnert heute daran. Die Übersiedelung nach Coburg in Bayern erfolgte 1949. Allerdings schuf erst Hugos Schwiegersohn Johannes Persch Mitte der 1950er Jahre die erfolgreiche industrielle Herstellung und Vermarktung des heute weltweit vertriebenen Kräuterlikörs.
Im Jahr 1963 erfolgte erneut eine Verlagerung der Produktion nach Bodenheim in Rheinland-Pfalz, das über 50 Jahre Produktionsort bleiben sollte.
Die bis 2001 eigenständige Kuemmerling GmbH wurde von dem britischen Spirituosenkonzern Allied Domecq übernommen. Als Diversifikation kam 2004 Kuemmerling Orange auf den Markt. Als Allied Domecq 2005 an Pernod-Ricard verkauft wurde, erfolgte eine Abspaltung von Kuemmerling an den amerikanischen Konzern Fortune Brands. Es erfolgte eine Umfirmierung in Beam Global Operations Deutschland GmbH. Es waren im Jahr 2010 ca. 55 Personen beschäftigt. Neben Kuemmerling werden noch die Traditionsweinbrandmarken Jacobi 1880 und der Kornbrand Fürst Bismarck in Bodenheim abgefüllt.
Das Bundeskartellamt hat der Übernahme der Marken Kuemmerling Kräuterlikör, Fürst Bismarck Doppelkorn und Jacobi 1880 Alter Weinbrand durch die Henkell & Co. Sektkellerei KG zum 1. September 2010 zugestimmt.
Im Juni 2017 wurde bekannt, dass die Produktion von Kuemmerling im Frühjahr 2018 von Bodenheim nach Wiesbaden verlagert wird.

## Galerie

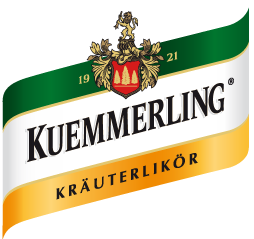
Kuemmerling-Logo
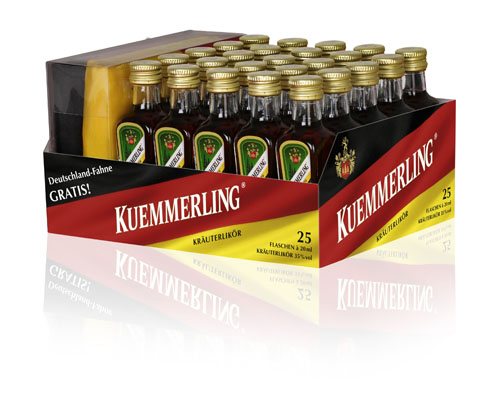
Fahnen-OnPack von Kuemmerling
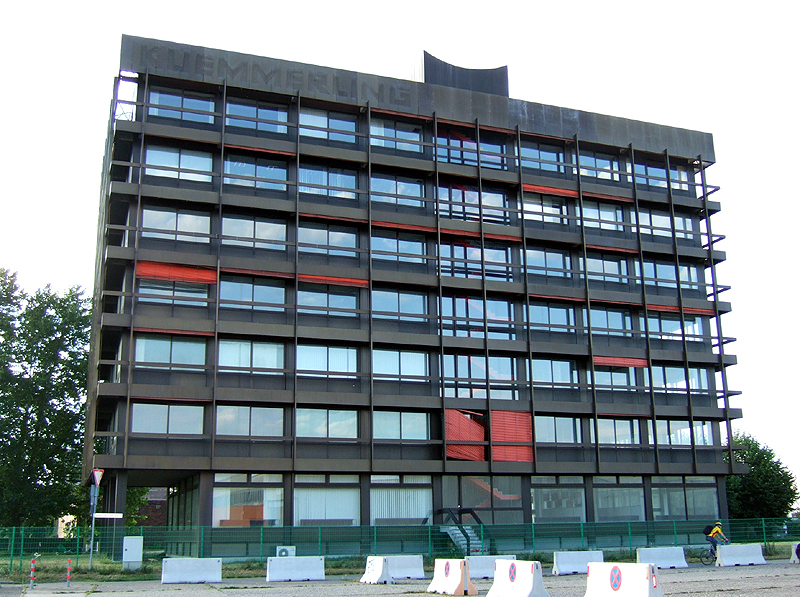
Ehemaliges Kuemmerling-Hochhaus in Bodenheim
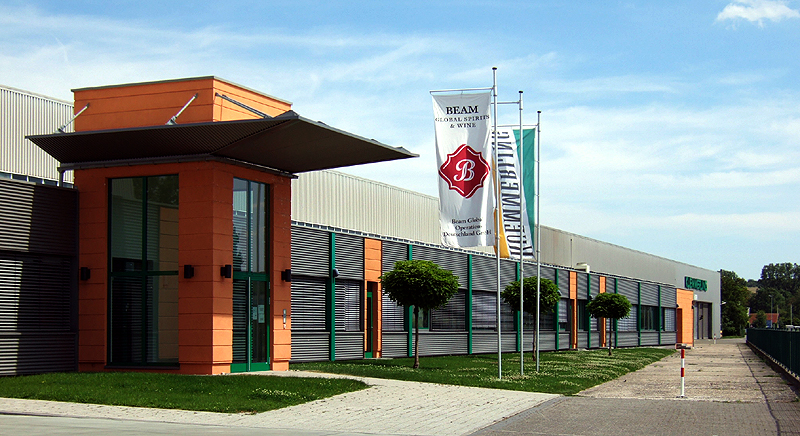
Kuemmerling-Produktionsstätte in Bodenheim